# Kenpachirō Satsuma
Kenpachirō Satsuma (jap. 薩摩 剣八郎 Satsuma Kenpachirō), właśc. Yasuaki Maeda (jap. 前田靖昭 Maeda Yasuaki, ur. 27 maja 1947 w Kagoshimie, zm. 16 grudnia 2023) – japoński aktor filmowy i telewizyjny. Najbardziej znany z roli Godzilli w latach 1984–1995.

## Kariera
W latach 1965–1966 dołączył do Kawasaki Steel Corporation i Chiba Steel Works. W 1967 roku porzucił pracę w metalurgii i jako student pierwszego roku dołączył do Nikkatsu Acting Institute. Po ukończeniu tego samego miejsca zapisał się do teatru Nikkatsu Youth Theatre pod pseudonimem scenicznym Ryūma Kusaka (jap. 久坂龍馬 Kusaka Ryūma).
W 1969 roku został wyłącznym aktorem wytwórni Nikkatsu, a rok później przeniósł się do Mifune Productions. Wtedy zmienił pseudonim sceniczny na Kengo Nakayama (jap. 中山剣吾 Nakayama Kengo).
W 1971 roku zadebiutował jako aktor kostiumowy „Godzilli kontra Hedorze” w roli Hedory. W 1973 roku kierował zespołem teatralnym „Kappa” przy P Productions.
W 1984 roku podczas produkcji Powrotu Godzilli ogłoszono casting do roli Godzilli, poszukując aktora o wzroście powyżej 185 cm. Satsuma wówczas polecił aktora z jego zespołu teatralnego, Hiroshiego Yamawakiego. Jednak ten w ostatniej chwili zrezygnował z roli, więc Satsuma przyjął rolę Godzilli. Wobec wzrostu 170 cm i niedopasowanego kostiumu i wizjeru wewnątrz Satsuma musiał zrobić otwór na oczy. Od tego czasu był głównym aktorem grającym Godzillę w drugiej serii z jego udziałem zwanej Heisei.
W Godzilla kontra Destruktor kostium, łącznie z mechaniką i oświetleniem, ważył ponad 120 kilogramów, co czyniło go niezwykle trudnym w manewrowaniu. Według późniejszych wspomnień Satsumy, około cztery razy cierpiał na niedobór tlenu spowodowany sztucznym wtryskiem dwutlenku węgla do skafandra, więc poproszono go, aby cały czas wkładał butlę z tlenem. Nawet po tym wspominał, że wąż butli był często skręcony i tlen nie dochodził.

## Filmografia

### Kino
- 1968: Himeyuri no tō
- 1969: Shinsengumi
- 1970: Zasadzka
- 1970: Gekido no Shōwa shi-Gunbatsu
- 1971: Bitwa o Okinawę
- 1971: Godzilla kontra Hedora – Hedora
- 1972: Godzilla kontra Gigan – Gigan
- 1972: Kaigun tokubetsu nenshō-hei
- 1973: Godzilla kontra Megalon – Gigan
- 1974: Proroctwa Nostradamusa
- 1979: W pułapce czasu – wasal rodu Koizumi
- 1981: Cesarska flota
- 1981: Eki Station
- 1984: Powrót Godzilli – Godzilla
- 1985: Pulgasari  – Pulgasari
- 1989: Godzilla kontra Biollante – Godzilla
- 1990: Yoshiko Kawashima
- 1991: Godzilla kontra Król Ghidorah – Godzilla
- 1992: Godzilla kontra Mothra – Godzilla
- 1993: Godzilla kontra Mechagodzilla – Godzilla
- 1994: Yamato Takeru – Yamata no Orochi
- 1994: Kaijū puranetto Gojira – Godzilla
- 1994: Godzilla kontra Kosmogodzilla – Godzilla
- 1995: Godzilla kontra Destruktor – Godzilla
- 1999: Sexy Pub: Chichi-momi shiri-sasuri
- 1999: Jigoku – niebieski oni
- 2001: Môjû tai Issunbôshi – lalkarz Yasukawa
- 2002: Sawana Mariko: Sakuragai no amai mizu

### Telewizja
- 1971: Tennō no seiki – Hashiguchi Denzo
- 1971: Raion okusamagekijō: Ōoku no onna-tachi
- 1971: Daichūshingura
- 1971: Powrót Ultramana – strażnik bazy MAT (odc. 31)
- 1972: Ultraman A (odc. 13-14)
- 1972: Thunder Mask – Thunder Mask
- 1973: Fuun Lion-Maru – Tiger Joe Jr.
- 1973: Tetsujin Tiger Seven (odc. 11) – mechanik
- 1975: Tokubetsu Kidō sōsa-tai –
  - Taro (odc. 690),
  - Okada (odc. 700)
- 1977: Kashin
- 1980: Hadaka no Taishō Hōrōki
- 1980: Onihei Hankachō (odc. 13)
- 1982: Tōge no gunzō

### Direct-to-video
- 2001: Injū taisen Kitora
- 2001: Chrono Police Wecker – Bouncer
- 2003: P Man Saibā Bishōjo 0 shirei – Jigen-ryu Shihan